# Mahdi Afri
Mahdi Afri (1 de enero de 1996) es un deportista marroquí que compite en atletismo adaptado. Ganó dos medallas en los Juegos Paralímpicos de Río de Janeiro 2016.

## Palmarés internacional
| Juegos Paralímpicos | Juegos Paralímpicos     | Juegos Paralímpicos | Juegos Paralímpicos |
| Año                 | Lugar                   | Medalla             | Prueba              |
| ------------------- | ----------------------- | ------------------- | ------------------- |
| 2016                | Río de Janeiro (Brasil) | Medalla de plata    | 400 m T12           |
| 2016                | Río de Janeiro (Brasil) | Medalla de bronce   | 200 m T12           |